# 151 км (зупинний пункт, Донецька залізниця)
151 кіломе́тр — залізничний пасажирський зупинний пункт Луганської дирекції Донецької залізниці.
Розташований біля села Горіхова Балка, Сорокинський район, Луганської області на лінії Родакове — Ізварине між станціями Сімейкине (4 км) та Краснодон (10 км).
Через військову агресію Росії на сході Україні транспортне сполучення припинене.